# Gnophos viidaleppi
Gnophos viidaleppi là một loài bướm đêm trong họ Geometridae.